# Siboglinum ecuadoricum
Siboglinum ecuadoricum är en ringmaskart som beskrevs av Cutler 1965. Siboglinum ecuadoricum ingår i släktet Siboglinum och familjen skäggmaskar. Inga underarter finns listade i Catalogue of Life.